# جی. دونالد کامرون
جی. دونالد کامرون (به انگلیسی: J. Donald Cameron) سناتور سابق عضو حزب جمهوری‌خواه ایالات متحده آمریکا بود. وی در سال ۱۸۷۷ تا ۱۸۹۷ میلادی سناتور ایالت پنسیلوانیا در سنای ایالات متحده آمریکا بود.